# 毛彬丞
毛彬丞（英语：Bincheng Mao），美国华裔社会活动家、慈善家、专栏作家。 2022年，毛彬丞被《福布斯》评为全球100位杰出华人之一。
曾主持采访多位新闻人物，包括切尔西·克林顿、美国前国务卿康多莉扎·赖斯、加拿大前总理金·坎贝尔、世界银行前总裁罗伯特·佐利克等。其采访以少数族裔平权议题为主。

## 社会活动

### 社会工作

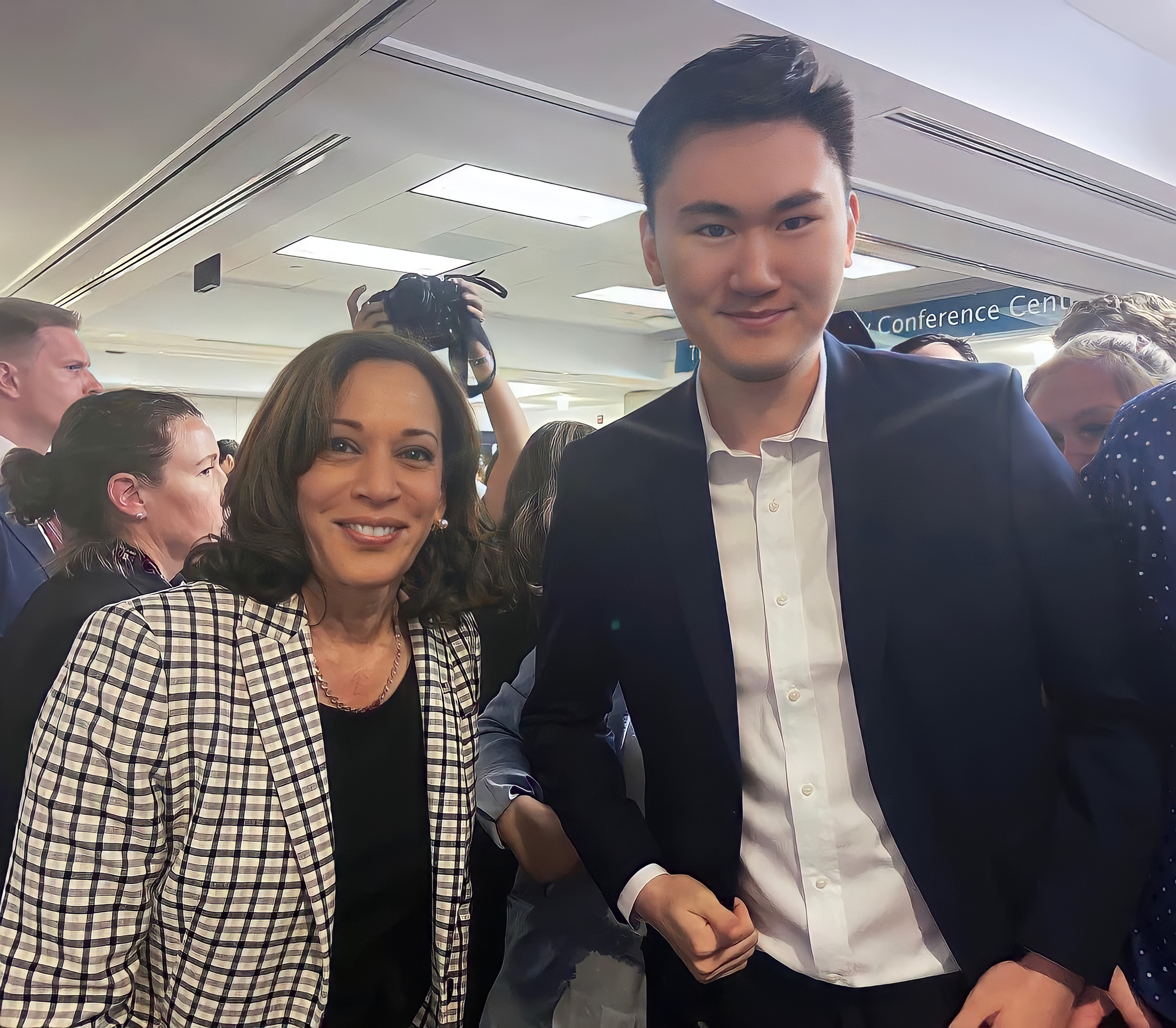
2022年毛彬丞与美国副总统卡玛拉·哈里斯会面

在2019冠状病毒病疫情期间，毛彬丞获得美国前总统克林顿和其人道基金会拨款， 在美国纽约发起慈善项目“少数族裔公平医疗保障计划”以帮助有语言障碍的少数族裔争取及时救治。
2020年5月，毛彬丞由美国亚洲协会邀请担任“抗击新冠种族主义”论嘉宾，与洛杉矶市长埃里克·加塞蒂、联合国世界粮食计划署前署长与美国前副国务卿乔塞特·希兰、美国国会议员刘云平共同演讲。 同月向耶鲁-纽黑文医院捐赠口罩、面罩等医疗防护物资。
2020年6月，毛彬丞与洛杉矶市长埃里克·加塞蒂和美国亚洲协会共同为洛杉矶的马丁路德金社区医院等非营利性机构捐赠16,000枚医用口罩等物资。
2022年3月，在美国纽约发起援助乌克兰儿童与残疾人难民的公益行动，呼吁同情心应“超越肤色”。 该公益行动已收到超1,000封现居于罗马尼亚与波兰的乌克兰难民回信。 同月，毛彬丞向联合国儿童基金会和世界粮食计划署捐款共109万元。

### 专栏
2021年起，被达沃斯世界经济论坛聘为议题贡献者，并撰写专栏评论文章，专注人权、劳动权益等议题。 2022年3月，撰文支持每周四天工作制。 2022年，为芝加哥论坛报撰写评论文章。

### 采访
随着疫情期间针对亚裔的仇恨犯罪激增，他于2021年采访美国前国务卿康多莉扎·赖斯，就推动少数族裔平权展开对话。 
次年1月，毛彬丞将社会包容与反对仇恨作为核心议题，与由前国家元首与政府首脑组成的非政府组织马德里俱乐部合作，访问加拿大前总理、前司法部长金·坎贝尔。
同月，就援助乌克兰难民专访加拿大前外交部长、国防部长彼得·麦凯。 2021年2月，毛彬丞就保护弱势群体、推动疫情下医疗保障平淡访问克林顿基金会副主席切尔西·克林顿。 随后，为应对难民儿童面临的经济困难，毛彬丞以扶贫为核心展开对世界银行前总裁罗伯特·佐利克的采访。 随后就保护弱势群体，采访诺贝尔经济学奖得主艾丝特·杜芙若。

## 所获荣誉
2022年，2022年，毛彬丞被《福布斯》中文杂志评为全球100位杰出华人之一。 2021年，毛彬丞入选《福布斯》中国年度30 Under 30榜单。 同年，获得世界经济论坛“全球杰出青年”称号。